# Kościół św. Wojciecha w Białymstoku
Kościół pw. św. Wojciecha Biskupa Męczennika w Białymstoku, dawniej kościół ewangelicko-augsburski św. Jana Chrzciciela – budowla, która powstała w latach 1909–1912 w stylu neoromańskim, z czerwonej cegły, według projektu architekta Johannesa Wendego z Łodzi. Kościół należy do Dekanatu Białystok – Śródmieście.

## Architektura
Świątynia zbudowana została na planie krzyża greckiego. Prezbiterium jest zamknięte półkolem i ograniczone prostokątnymi zakrystiami. Kościół składa się z trzech naw, jest halowy. Dach dwuspadowy, pokryty blachą miedzianą. Budowla posiada również ośmioboczną wieżę z iglicą, kończącą się krzyżem na kuli. Ozdobą świątyni jest duży witraż wykonany w Wiedniu. Znajdują się tu także relikwie św. Wojciecha.

## Historia
- 1909–1912 – budowa kościoła ewangelicko-augsburskiego pod wezwaniem Jana Chrzciciela wg projektu Johannesa Wende z Łodzi
- 1944 – 19 sierpnia – przekazanie kościoła Dekanatowi Kościoła Katolickiego w Białymstoku
- 1944 – 16 października – wykonanie badań stanu technicznego i dopuszczenie budowli do użytku
- 1944 – 29 października – poświęcenie świątyni pod wezwaniem św. Wojciecha Męczennika
- 1944 – 31 października – odprawienie pierwszej Mszy Świętej za dusze Polaków pomordowanych przez Niemców i pochowanych w Grabówce
- 1948 – styczeń – próby przejęcia kościoła przez Ministerstwo Obrony
- 1979 – 9 września – ustanowienie parafii św. Wojciecha Męczennika
- 1997 – 25 stycznia – sprowadzenie relikwii św. Wojciecha z katedry w Gnieźnie
- 1997 – 5 kwietnia – prymas Polski, Ks. Kard. Józef Glemp podnosi kościół do rangi sanktuarium
- 1996–2004 – remont świątyni
- 2013 – 15 września – pożar wieży kościoła, zawaleniu uległ dach wieży[5][6]